# مقاومت فرانسه
مقاومت فرانسه (به فرانسوی: La Résistance française) به مجموعهٔ فعالیت‌های مردم فرانسه علیه اشغال فرانسه به دست آلمان نازی و علیه همدستی رژیم ویشی با آلمان در خلال جنگ جهانی دوم گفته می‌شود. هسته‌های مقاومت گروه‌های کوچکی از مردان و زنان مسلح بودند که علاوه بر جنگ چریکی اقدام به پخش شب‌نامه‌ها، فراهم کردن اطلاعات سری دست اول و ایجاد شبکهٔ فرار برای سربازان متفقین و هوانوردان گرفتار در پشت خطوط دشمن می‌نمودند. این هسته‌های مقاومت در منطقه‌های روستایی ماکی نامیده می‌شد. از همهٔ طبقه‌های اقتصادی و رده‌های سیاسی جامعهٔ فرانسه از قبیل مهاجران، استادان دانشگاه، دانشجویان، اشراف، کشیش‌های کلیسای محافظه کار کاتولیک، لیبرال‌ها، آنارشیست‌ها و کمونیست‌ها در مقاومت فرانسه حضور داشتند.

چلیپای لورن، برگزیده‌شده به‌وسیلهٔ شارل دوگل به‌عنوان نماد مقاومت فرانسه

مقاومت فرانسه نقش بسزایی در سرعت دادن به پیشروی متفقین به فرانسه و در پی آن حمله به نرماندی در ۶ ژوئیه ۱۹۴۴ و حمله به پرووانس در ۱۵ اوت همان سال داشت که این امر به وسیلهٔ دست پیدا کردن به اطلاعات سری نظامی مدافعان آلمانی که دیوار آتلانتیک نامیده می‌شد و اطلاعات نظامی در مورد استقرار ارتش آلمان نازی انجام شد. مقاومت فرانسه همچنین فعالیت‌های خرابکاری روی سیم توری‌های الکتریکی، امکانات ترابری و شبکه‌های ارتباطی را برنامه‌ریزی می‌کرد و انجام می‌داد. مقاومت فرانسه هم از نظر سیاسی و هم از نظر اخلاقی چه در خلال اشغال فرانسه و چه دهه‌ها پس از آن به خاطر این که نمونه‌ای الهام بخش از میهن‌پرستی و انجام وظیفه ملی و مقابله با تهدیدات احتمالی ضد ملیت فرانسوی بود دارای اهمیت بود. فعالیت‌های مقاومت در تضاد آشکار با سازش رژیم ویشی با آلمانی‌ها بود.
پس از پیاده شدن متفقین در نرماندی و پروانس بخش‌های چریکی مقاومت دارای سازماندهی رسمی‌تری شد و دارای رده‌بندی یکان‌های عملیاتی با نام نیروهای داخلی فرانسه گردید. تخمین زده می‌شود که نیروهای داخلی فرانسه در ژوئن ۱۹۴۴ دارای صدهزار نفر نیرو بود که در ماه پس از آن این نیرو دو برابر شد و تا اکتبر آن سال تقریباً به ۴۰۰٬۰۰۰ نفر رسید. گرچه ترکیب نیروهای داخلی فرانسه در برخی موارد آکنده از مشکلات سیاسی بود، ولی سرانجام نیروی موفقی بود و سبب شد که فرانسه چهارمین ارتش بزرگ در جنگ اروپا را (۱٫۲ میلیون نفر) تا روز پیروزی در اروپا در مه ۱۹۴۵ بازسازی کند.

## انگیزه‌ها

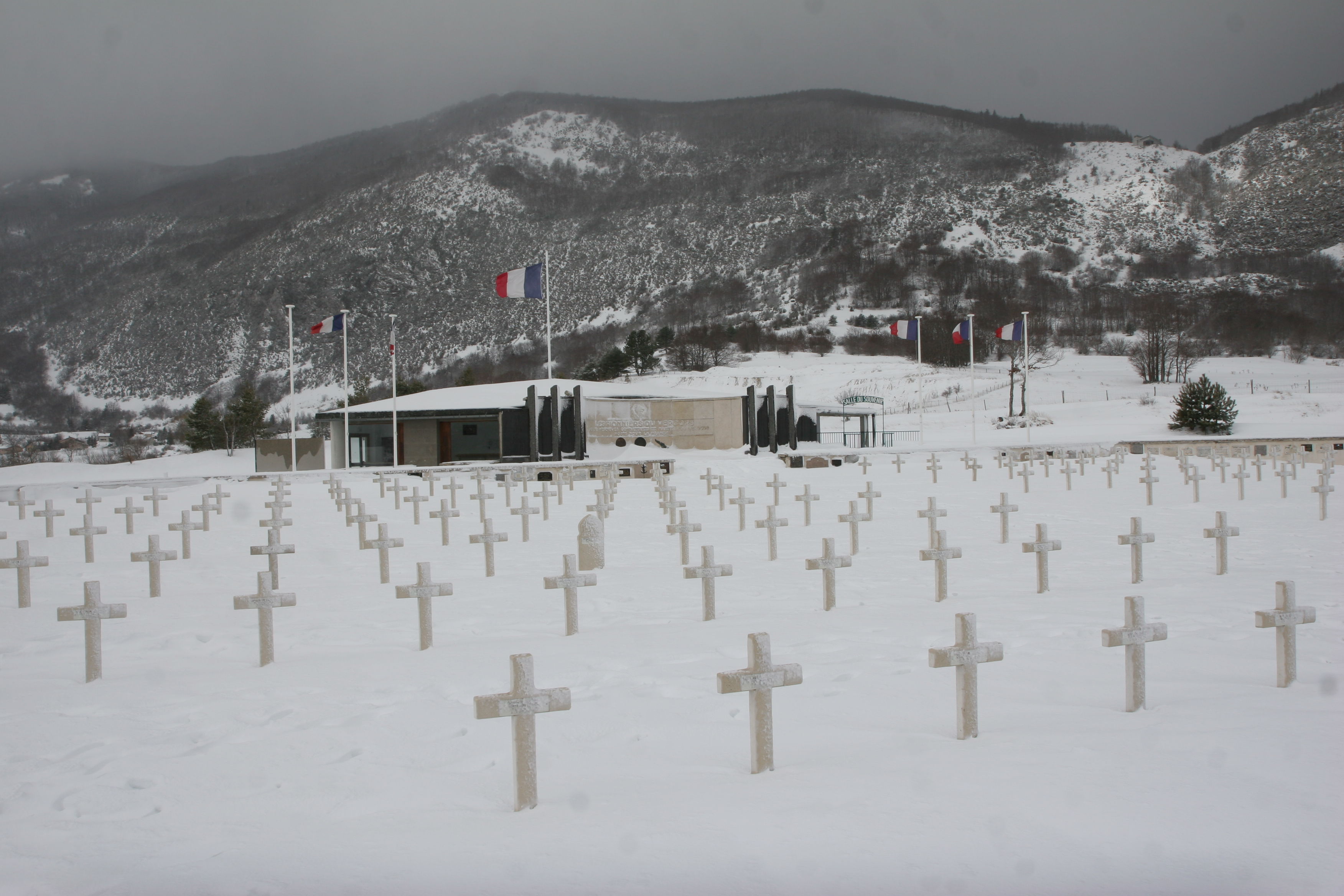
گورستان و یادمانی در وسیوکس ان ورکرس جایی که در ژوئیه ۱۹۴۴ نیروهای ارتش آلمان به تلافی مقاومت مسلحانهٔ ماکی بیش از ۲۰۰ تن را از جمله زنان و کودکان اعدام کردند. این شهر بعداً نشان آزادی را دریافت کرد.

پس از نبرد فرانسه و آتش‌بس دوم میان آلمان و فرانسه که در تاریخ ۲۲ ژوئن ۱۹۴۰ در نزدیکی کومپین امضا شد ابتدا زندگی برای بسیاری در فرانسه کمابیش به حال نرمال بازگشت، ولی پس از چندی مقامات آلمانی در فرانسهٔ اشغالی و همدستان آنان در رژیم ویشی آغاز به تاکتیک‌های وحشیانه و هولناک فزاینده‌ای برای اطمینان از تسلیم مردم فرانسه نمودند. گرچه بیشتر شهروندان فرانسه نه با آلمانی‌ها همکاری می‌کردند و نه مقاومت آشکاری از خودشان نشان می‌دادند، ولی اشغال فرانسه و سیاست‌های سختگیرانهٔ آلمانی‌ها اقلیتی ناراضی را بر آن داشت تا گروهی چریکی را برای مقاومت آشکار و نهان شکل دهند.

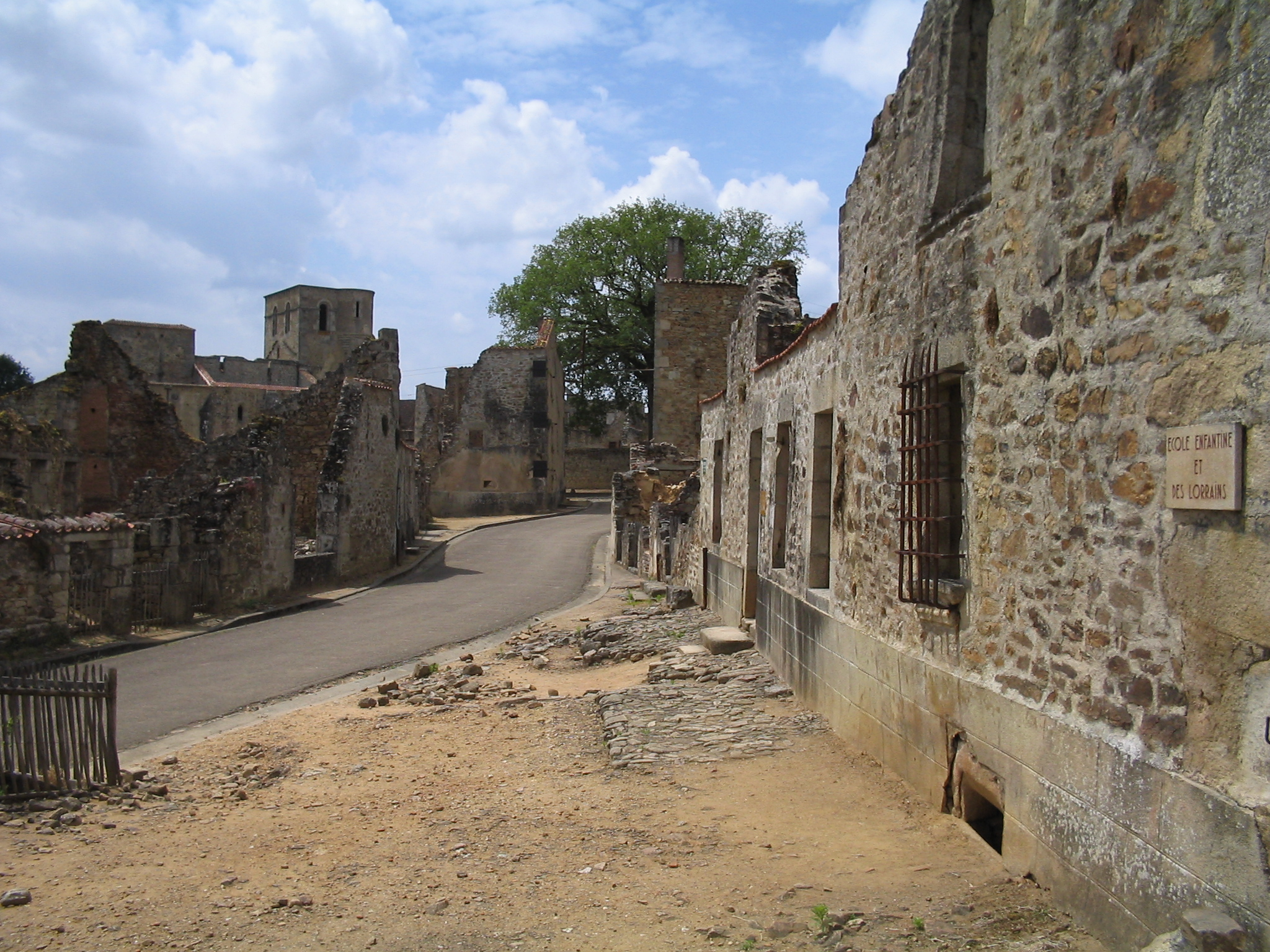
ویرانه‌های اورادور-سور-گلان، در لیموزن در ماسیف سانترال

یکی از شرایط آتش‌بس این بود که فرانسه هزینهٔ اشغال شدن خود را پرداخت کند؛ یعنی فرانسه می‌بایست هزینهٔ سرپا نگهداشتن سپاه اشغالگر ۳۰۰٬۰۰۰ نفری را پرداخت کند. این هزینه برابر بود با تقریباً روزانه ۲۰ میلیون رایش مارک آلمان. این مبلغ در مه ۱۹۴۰ تقریباً برابر بود با ۴۰۰ میلیون فرانک فرانسه. نرخ برابری مصنوعی رایش مارک در برابر فرانک فرانسه یک مارک به ۲۰ فرانک بود. به خاطر این ارزش‌گذاری افزودهٔ غیرواقعی روی پول رایج آلمان اشغالگران می‌توانستند درخواست‌ها و خریدهای به ظاهر عادلانه و شرافتمندانه‌ای داشته باشند، ولی اثر این ارزشگذاری برپایی سیستمی از غارت سازماندهی شده بود. قیمت‌ها بالا رفت که منجر به کمبود گستردهٔ غذا و سوءتغذیه شد. به ویژه در میان بچه‌ها و طبقه کارگری که درگیر کار فیزیکی بود. اقتصاد فرانسه دچار کمبود کارگر شد، زیرا صدها هزار کارگر فرانسه برای کار اجباری به آلمان اعزام شدند.
با نگه داشتن تعداد بسیاری از فرانسویان به‌عنوان اسیر جنگی در آلمان مشکل کمبود کارگر بدتر شد. مقررات سختگیرانه، سانسور شدید، تبلیغات پیوسته و منع رفت‌وآمد شبانه همگی در ایجاد یک فضای هراس و سرکوب نقش داشت. منظرهٔ زنان فرانسوی که با سربازان آلمانی معاشرت و نشست و برخاست می‌کردند بسیاری از مردان فرانسوی را خشمگین می‌کرد، ولی گاهی این تنها راهی بود که این زنان می‌توانستند برای خانوادهٔ خود غذای کافی فراهم کنند.
برای تلافی فعالیت‌های مقاومت، مقامات آلمانی شکل‌های خشنی از تنبیه جمعی را ایجاد کردند؛ مثلاً با افزایش حضور نظامی مقاومت کمونیست‌ها در اوت ۱۹۴۱ هزاران نفر از مردم عادی گروگان گرفته شدند. در چنین مواقعی اعلامیه‌هایی با این مضمون دیده می‌شد: «پس از هر عملیات تروریستی دیگر بسته به جدی بودن جرم تعدادی کشته خواهند شد.» در خلال اشغال تخمین زده می‌شود که ۳۰٬۰۰۰ شهروند گروگان فرانسوی کشته شدند تا افرادی که در فعالیت مقاومت نقش داشتند را بترسانند. نیروهای آلمانی گاهگاهی در قتل‌عام‌ها نقش داشتند. قتل‌عام‌هایی از قبیل نابودی اورادور-سور-گلان که در آن یک دهکده کاملاً با خاک یکسان شد و مردم آن قتل‌عام شدند. علت این قتل‌عام مقاومت پی در پی و پیوسته در نزدیکی این روستا بود.
در اوائل سال ۱۹۴۳ مقامات ویشی گروهی شبه نظامی به نام میلیس را ایجاد کردند تا با مقاومت مقابله کند. آن‌ها در کنار نیروهای آلمانی کار می‌کردند. این گروه همکاری نزدیکی با نازی‌ها داشت و همتای نیروهای امنیتی گشتاپو در آلمان بود. فعالیت‌های آنان اغلب بی‌رحمانه و شامل شکنجه و اعدام مظنونان به عضویت در مقاومت می‌شد. پس از آزادسازی فرانسه در تابستان ۱۹۴۴ فرانسویان تعداد بسیاری از نیروهای میلیس که تخمین زده می‌شود ۲۵۰۰۰ تا ۳۵۰۰۰ تن می‌شدند را به خاطر همدستی با آلمانی‌ها اعدام نمودند. بسیاری از میلیسین‌ها نیز به آلمان گریختند و به لشکر شارلمانی پیوستند.

## عناصر مقاومت فرانسه

پرچم فرانسه با چلیپای لورن، نشان فرانسهٔ آزاد

مقاومت فرانسه شامل مردان و زنانی از طبقهٔ گستردهٔ سنتی، طبقاتی، شغلی، دینی و گرایش سیاسی می‌شد. در سال ۱۹۴۲ یکی از رهبران مقاومت اعلام کرد که جنبش از سوی چهار گروه پشتیبانی می‌شود: طبقهٔ متوسط پایین و میانه، استادان دانشگاه و دانشجویان، طبقهٔ کارگر، بخش بزرگی از دهقانان. امانوئل داستیه دو لا ویژری یکی از رهبران مقاومت با نگاهی به گذشته می‌گوید مقاومت تشکیل شده بود از رانده شدگان اجتماعی و کسانی که در حاشیهٔ جامعه بودند. به گفتهٔ او «فقط کسی می‌توانست مبارز مقاومت باشد که مورد بی عدالتی قرار گرفته باشد.» گرچه بسیاری از عضوهای مقاومت از جمله خود داستیه در این توصیف می‌گنجیدند، ولی بسیاری از عضوها دارای پیش زمینهٔ سنتی و افرادی با ذهنی به گونه‌ای استثنایی نیرومند بودند که آماده برای گسستن از خانواده و دوستان برای رسیدن به یک هدف والاتر بودند.

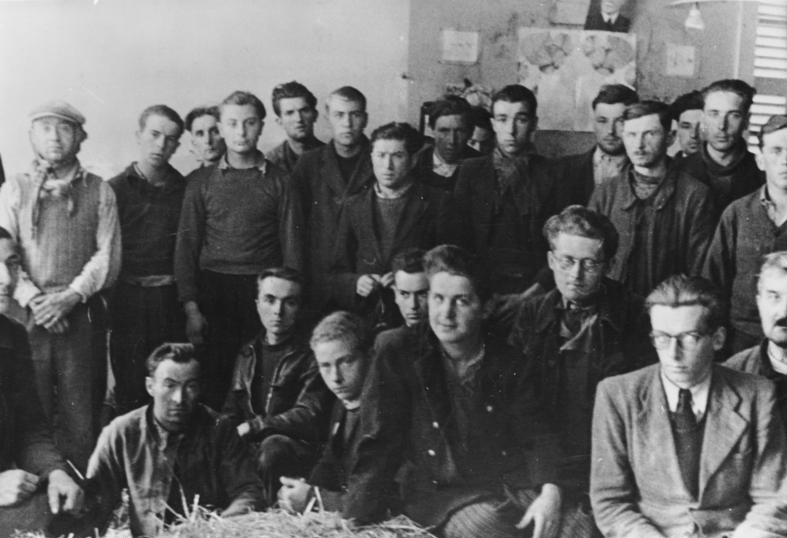
اسیران عضو مقاومت، سال ۱۹۴۰ در فرانسه

این پرسش که چند نفر عضو مقاومت بودند همیشه وجود داشته‌است. فرانسوا مارکو استاد تاریخ دانشگاه سوربن با اشاره به تقریبی بودن این آمار می‌گوید که تعداد کنشگران مقاومت ۲۰۰٬۰۰۰ تن بود و تعداد ۳۰۰٬۰۰۰ تن نیز در عملیات‌های مقاومت نقش چشمگیری داشتند. رابرت پکستون تاریخدان تعداد عضوهای فعال مقاومت را تقریباً ۲٪ جمعیت بزرگسال فرانسه (یعنی تقریباً ۴۰۰٬۰۰۰ تن) می‌داند. او می‌گوید که مصداق جرم بدون شک گسترده‌تر بوده‌است و اگر بخواهیم افرادی که شب‌نامه‌ها را می‌خواندند را نیز به این تعداد بیفزاییم چیزی حدود دو میلیون تن به این تعداد افزوده می‌شود که ۱۰٪ جمعیت بزرگسال فرانسه را تشکیل می‌دهد و این ۱۰٪ برای انجام هر ریسکی حاضر بودند. دولت فرانسه پس از جنگ رسماً تعداد عضوهای مقاومت را ۲۲۰٬۰۰۰ مرد و زن اعلام کرد.

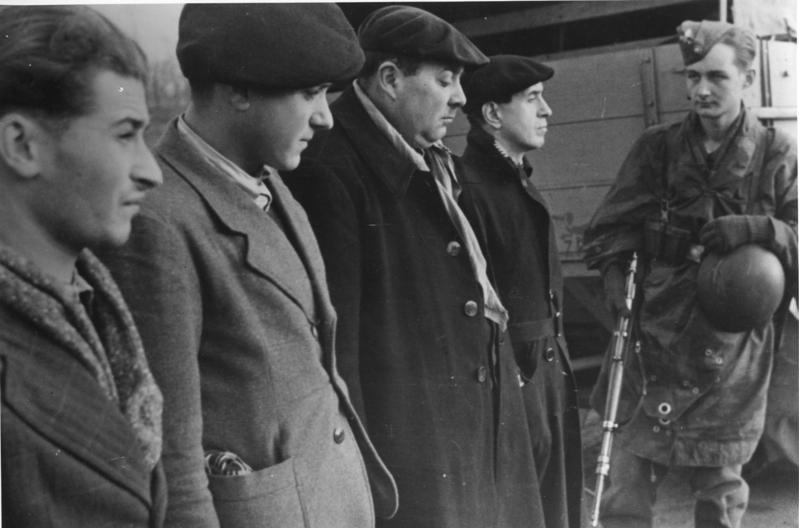
اسیران عضو مقاومت در ژوئیه ۱۹۴۴ در فرانسه

### گلیست‌ها
دکترین گلیسم در خلال جنگ جهانی دوم به‌عنوان جنبش مقاومت میهن‌پرستان در برابر تهاجم ۱۹۴۰ آلمان پدید آمد. همهٔ طیف‌های سیاسی که می‌توانستند در برابر آدولف هیتلر بجنگند و مخالف آتش‌بس مارشال فیلیپ پتن بودند به گرد ژنرال شارل دو گل جمع شدند. پیامد این گرایش این بود که در تاریخ ۲ اوت ۱۹۴۰ دو گل به‌صورت غیابی به‌وسیلهٔ رژیم ویشی به مرگ محکوم شد.

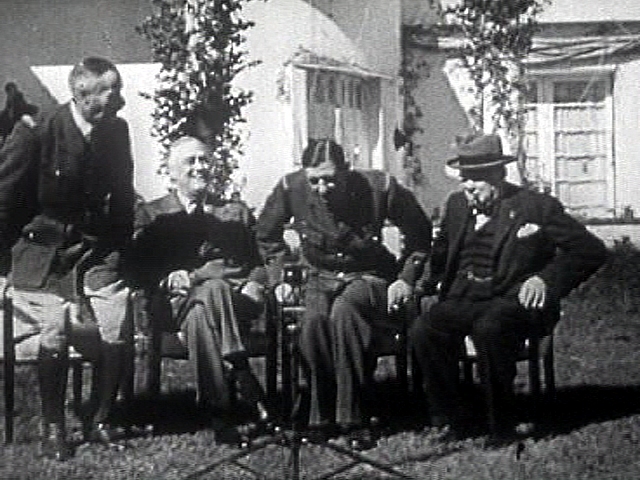
ژنرال‌های فرانسهٔ آزاد، آنری ژیرو (چپ) و شارل دو گل در حال نشستن پس از دست‌دادن با فرانکلین روزولت و وینستون چرچیل در کنفرانس کازابلانکا در ۱۴ ژوئیهٔ ۱۹۴۳

بین ژوئیه و اکتبر ۱۹۴۰ دو گل قوانین برخلاف قانون اساسی، سرکوبگرانه و نژادپرستانهٔ پتن را رد کرد و نیک‌باوری را به‌عنوان مدافع اصلی ارزش‌های جمهوری خواهانهٔ قرار داد. او در فراخوان ۱۸ ژوئن ۱۹۴۰ اعلام کرد که هر میهن‌پرستی که توانایی رسیدن به خاک بریتانیا برسد باید چنین کند و به ارتش آزاد فرانسه بپیوندد و همراه با متفقین بجنگد. نیروهای فرانسهٔ آزاد در چند مستعمرهٔ فرادریایی فرانسه میتینگی برای جنگیدن با رژیم ویشی برگزار کردند. موافقت دو گل با پیوند میان مقاومت و مستعمره‌ها آن را مشروعیت بخشید.

فرانسه در خلال اشغال به وسیلهٔ آلمان از سال ۱۹۴۰ تا ۱۹۴۴
منطقهٔ اشغالی (منطقهٔ شمالی)
منطقهٔ اشغال‌نشده تا ۱۹۴۲، که در سال ۱۹۴۲ اشغال گردید (منطقهٔ جنوب)

نفوذ دو گل در فرانسه افزایش یافت و در سال ۱۹۴۲ یکی از رهبران مقاومت او را تنها رهبر ممکن برای فرانسهٔ در حال جنگ دانست. دیگر گلیست‌هایی که نمی‌توانستند به خاک بریتانیا دست یابند (یعنی اکثریت قاطع آن‌ها) در قلمرو ویشی باقی ماندند و شبکه‌هایی از تبلیغات چی‌ها، جاسوسان و خرابکاران را برای انجام عملیات ایذایی و ناآرام کردن اشغال گران به وجود آوردند. سرانجام رهبران همهٔ این سازمان‌های جداگانه و پاره پارهٔ مقاومت به وسیلهٔ ژان مولن و با پشتیبانی شورای ملی مقاومت که رابط رسمی دو گل با چریک‌ها در فرانسهٔ اشغالی بود، گرد هم جمع شده و هماهنگ شدند.
در خلال نبرد ۱۹۴۳ ایتالیا ۱۳۰٬۰۰۰ سرباز فرانسهٔ آزاد در کنار متفقین جنگیدند و به هنگام نبرد نرماندی تعداد نیروهای فرانسهٔ آزاد تقریباً به نیم میلیون چریک و ۱۰۰٬۰۰۰ تن نیروهای داخلی فرانسه رسید. لشکر دوم زرهی فرانسه آزاد با فرماندهی ژنرال فیلیپ لوکلرک در نرماندی پیاده شد و در تابستان ۱۹۴۴ به سوی پاریس حرکت کرد. نیروهای داخلی فرانسه در نرماندی منطقهٔ ایل-دو-فرانس که پاریس را در محاصره داشتند با بستن جاده‌ها و راه‌آهن‌ها، گذاشتن تله و انجام نبردهای سنتی به همراه متفقین آغاز به آزار نیروهای آلمانی نمودند.
لشکر دوم زرهی فرانسهٔ آزاد در تاریخ یکم اوت ۱۹۴۴ در نرماندی پیاده شد. این لشکر زیر نظر سپاه سوم ژنرال پاتن بود و نقش مهمی در عملیات کبرا که پیشروی از ساحل نرماندی بود داشت. در این عملیات این لشکر نقش پیوندی میان ارتش آمریکا و کانادا را بازی می‌کرد و پیشرفت سریعی به سوی نیروهای آلمانی داشت. لشکر دوم زرهی فرانسهٔ آزاد لشکر نهم زرهی آلمان‌ها را نابود کرد و چندین یکان دیگر آلمانی‌ها را نیز درهم کوبید. در خلال نبرد نرماندی این لشکر آلمانی ۱۳۳ کشته، ۶۴۸ زخمی و ۸۵ مفقودالاثر داشت و همچنین ۷۵ وسیلهٔ نقلیهٔ زرهی، ۷ توپ، ۲۷ نفربر نیمه شنی، ۱۳۳ دستگاه وسیلهٔ نقلیهٔ دیگر را این لشکر از دست داد.
مهم‌ترین لحظه در تاریخ این یکان لحظهٔ آزادسازی پاریس بود. استراتژی متفقین نابود کردن نیروهای آلمانی در حال عقب‌نشینی به سوی راین بود، ولی هنگامی که مقاومت فرانسه با فرماندهی سرهنگ رل در شهر شورش برپا کردند، شارل دو گل از ژنرال آیزنهاور خواست که کمک بفرستد. آیزنهاور موافقت کردو نیروهای لوکلرک به سوی پاریس روانه شدند. پس از یک نبرد سخت که بهای آن برای لشکر دوم ۳۵ تانک، ۶ مسلسل و ۱۱۱ وسیلهٔ نقلیه بود، دیتریش فون شولتیتس حاکم نظامی پاریس شهر را طی تشریفاتی در هتل موریس تسلیم کرد. انبوه مردم سرمست از پیروزی به استقبال نیروهای فرانسوی آمدند و دو گل رژهٔ مشهور پیروزی را در شهر ترتیب داد.
دو گل نه تنها مقاومت میهن‌پرستانه را زنده نگه داشت، بلکه برای برپایی دوبارهٔ استقلال و تمامیت ارضی فرانسه همهٔ کوشش خود را کرد. به‌عنوان رهبر، دولت‌های آمریکا و بریتانیا ژنرال ژیرو را که دارای محبوبیت کمتری در میان مردم بود، ولی کمتر خشن و کینه‌توز بود را به دو گل ترجیح می‌دادند، ولی برای مردم فرانسه دو گل تقریباً تنها رهبر واقعی بود که جهان او را به رسمیت شناخته بود و آن‌ها را به سوی پیروزیشان رهنمون شده بود. این رویدادها روزولت را وادار به به‌رسمیت شناختن کامل و نهایی دولت موقت دو گل در فرانسه نمود.

### کمونیست‌ها

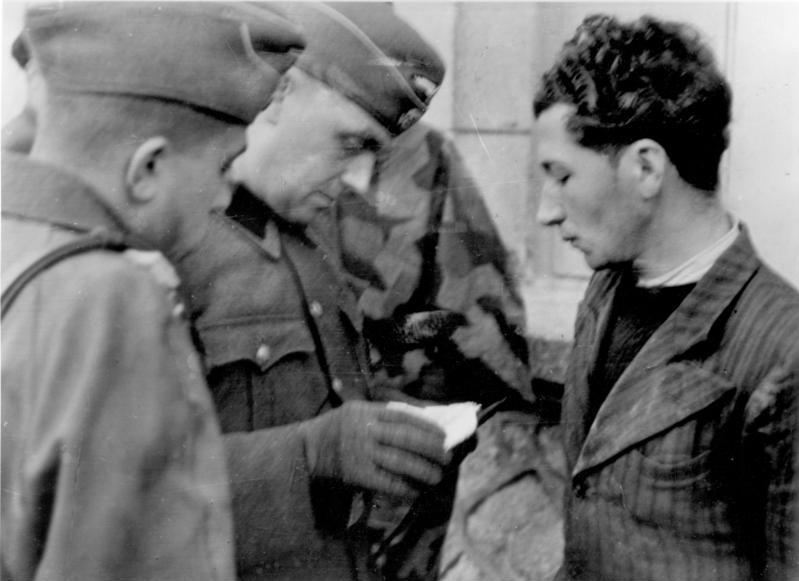
اسیر کمونیست، ژوئیه ۱۹۴۴ در فرانسه

پس از امضای پیمان مولوتف-ریبن تروپ و آغاز جنگ جهانی دوم در سال ۱۹۳۹ حزب کمونیست فرانسه به وسیلهٔ دولت ادوار دالادیه سازمانی ممنوعه اعلام شد. بسیاری از رهبران آن دستگیر و زندانی شدند یا به فعالیت زیرزمینی روی آوردند. حزب کمونسیت فرانسه به دستور کمینترن در مسکو موضع ضدجنگ را در پیش گرفت که تا نخستین سال اشغال فرانسه پا بر جا بود و بازتاب دهندهٔ پیمان عدم مخاصمهٔ سپتامبر ۱۹۳۹ میان آلمان و شوروی بود. کشمکش‌هایی در حزب آغاز شد. از یک سو بسیاری از عضوهای آن مخالف سازش آلمانی‌ها بودند و از سویی برخی دیگر خط مشی بی‌طرفی به رهبری استالین را سرلوحهٔ خود می‌دانستند. در روز آتش‌بس که در تاریخ ۱۱ نوامبر ۱۹۴۰ انجام شد کمونیست‌ها در میان دانشجویان دانشگاه‌هایی بودند که در یک راهپیمایی در خیابان شانزلیزه علیه سرکوب آلمانی‌ها تظاهرات کردند. فقط پس از تهاجم آلمان به اتحاد شوروی در سال ۱۹۴۱ بود که کمونیست‌های فرانسه فعالانه آغاز به سازماندهی یک مقاومت کردند. آن‌ها از تجربیات خود در عملیات‌های پنهان در خلال جنگ داخلی اسپانیا بهره بردند.
در تاریخ ۲۱ اوت ۱۹۴۱ سرهنگ پیر ژرژ فابین نخستین کنش آشکار خشونت‌آمیز مقاومت کمونیست‌ها را با ترور افسر آلمانی در ایستگاه باربس-رشوشوار متروی پاریس انجام داد. کنش‌های دیگری در هفته‌های پس از آن انجام شد که موجب اقدام خشن تلافی جویانهٔ آلمانی‌ها شد که اوج آن اعدام ۹۸ گروگان در پی ترور فرماندهٔ شهر نانت در تاریخ ۲۰ اکتبر بود.

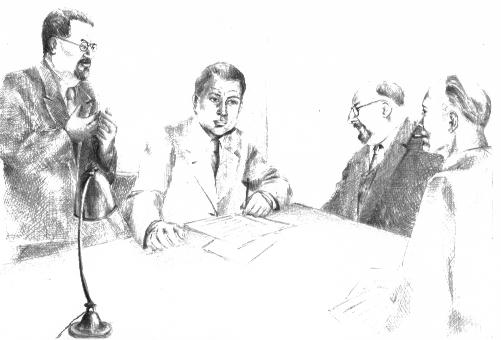
طرح یک هنرمند از یک میتینگ حزب کمونیست فرانسه، کمیتهٔ مرکزی در لونژومو در سال ۱۹۴۳. چپ به راست: بنوا فراشون، اگوست لوکور، ژاک دوکلو و شارل تیون.

نیروی نظامی کمونیست‌ها تا اواخر سال ۱۹۴۱ هنوز نسبتاً ضعیف بود، ولی رشد سریع فران-تیرور ئه پارتیزان که جنبش مسلحانهٔ بنیادگرا بود باعث شد که کمونیست‌های فرانسه دوباره شهرت خود را به‌عنوان یک نیروی کارآمد ضدفاشیست به‌دست آورند. عضویت در جنبش فران-تیرور ئه پارتیزان برای غیرکمونیست‌ها هم آزاد بود، ولی رهبری آن به دست کمونیست‌ها بود و عضوهای آن عمدتاً درگیر فعالیت‌های خرابکاری و نبردهای چریکی بودند. تا سال ۱۹۴۴ فران-تیرور و پارتیزان‌ها دارای نیروی تخمینی صدهزار نفری بودند.
تا اواخر اشغال فرانسه حزب کمونیست فرانسه به بیشترین میزان نفوذ خود دست یافت و مناطق گسترده‌ای از فرانسه را به وسیلهٔ یکان‌های مقاومت زیر فرمان خود در کنترل گرفت. بخشی از حزب هنگامی که آلمانی‌ها در حال عقب‌نشینی بودند قصد به راه انداختن انقلاب را داشت، ولی رهبری حزب با پیروی از دستورکار استالین با این کار مخالفت کرده و سیاست همکاری با نیروهای متفقین و پشتیبانی از دولت محبوب خط مقدم مبارزه را در پیش گرفت.
بسیاری از چهره‌های روشنفکر و هنرمند در خلال جنگ به حزب کمونیست جذب شدند که از میان این چهره‌ها می‌توان به پابلو پیکاسوی هنرمند و ژان پل سارتر نویسنده و فیلسوف اشاره نمود. پس از تهاجم آلمان به اتحاد جماهیر شوروی سوسیالیستی بسیاری از روس‌های مهاجر سفید تحت تأثیر احساسات میهن پرستانه به پشتیبانی از مبارزان شوروی پرداختند. برخی از آن‌ها اتحادیه میهن پرستان روس را تشکیل دادند که موضع هواخواه شوروی را در پیش گرفته و با حزب کمونیست فرانسه همکاری نزدیک داشتند.

### سوسیالیست‌ها

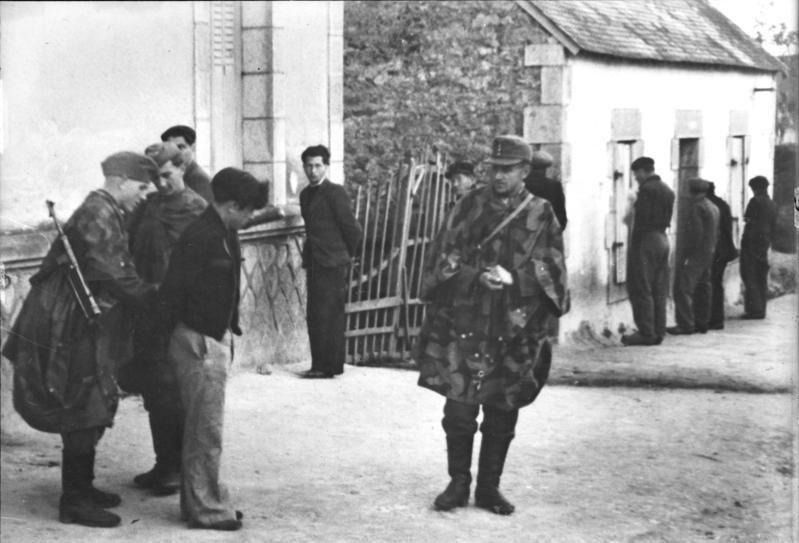
نظامیان آلمانی و اعضای مقاومت در برتان، ژوئیه ۱۹۴۴

در پایان تابستان ۱۹۴۰ لئون بلوم از دانیل مایر خواست تا بخش فرانسوی بین‌الملل کارگران را از نو سازماندهی کند. در مارس ۱۹۴۱ دانیل مایر همراه با دیگر سوسیالیست‌ها مانند سوزان بوییسون و فلیکس گوئن در نیم کمیتهٔ کنش سوسیالیستی را پدیدآورد. همین سازمان به وسیلهٔ ژان باتیست لابا در نور-پا-دو-کاله (که بخشی از بلژیک بود) نیز در ژانویه ۱۹۴۱ پدید آمد. روزنامهٔ لو پوپولر، ارگان بخش فرانسوی کارگران که از ۱۹۲۱ تا ۱۹۴۰ چاپ می‌شد، چاپ آن در سال ۱۹۴۲ دوباره به صورت زیرزمینی آغاز شد. همان سال آندره فیلیپ کمیسر ملی داخلی فرانسهٔ آزاد گردید و فلیکس گوئن به شارل دو گل در لندن پیوست تا سوسیالیست‌ها را نمایندگی کند.
در الجزایر شبکه‌های چپگرای مقاومت قبلاً تشکیل شده بود. هنگامی که در سال ۱۹۴۲ دادگاه ریوم آغاز شده بود شور و اشتیاق و تعداد سوسیالیست‌ها در مقاومت افزایش سافت. کمیتهٔ کنش سوسیالیستی جنوب در مارس ۱۹۴۳ تبدیل به سازمان سری بخش فرانسوی بین‌الملل کارگران گردید.
بیشتر عضوهای لیبراسیون-نور از بخش فرانسوی بین‌الملل کارگران بود. لیبراسیون -نور یکی از هشت شبکهٔ بزرگ برای ایجاد شورای ملی مقاومت و در شبکهٔ بروتوس بود سوسیالیست‌ها همچنین در سازمان نظامی و غیرنظامی و لیبراسیون-سود نیز فعالی بودند. دیگر رهبران سوسیالیست در مقاومت عبارت بودند از: پیر بروسولت، گاستون دفر، ژان بیوندی، ژول مش، ژان-پیر بلوش، تانگی-پریژان، گی موله و کریستین پینو. فرانسوا کامل و مارکس دورموای ترور شدند، در حالی که ژان باتیست لوبا، ایزیدور تیوریه، آمده دونوا، کلود ژوردری و اگوستن مالرو به هنگام تبعید درگذشتند.

### راستگرایان

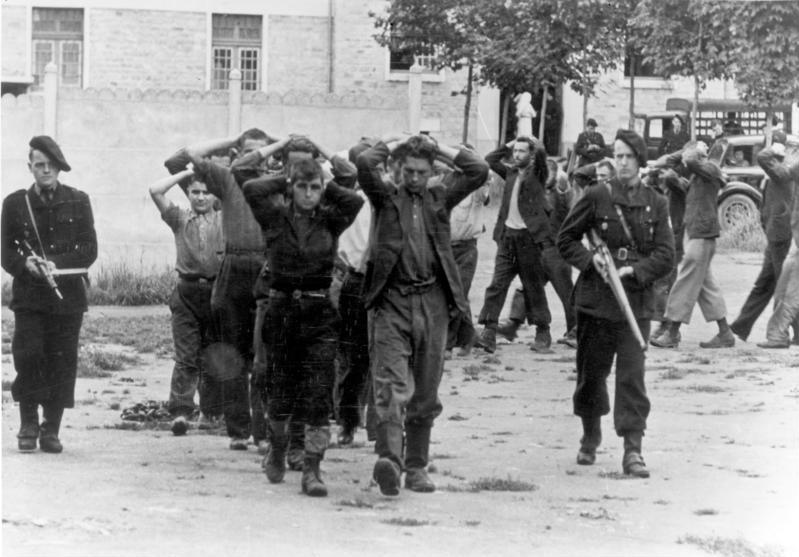
میلیسین‌های فرانسوی و اعضای مقاومت در ژوئیه ۱۹۴۴

پیش از جنگ چندین سازمان راست افراطی در فرانسه وجود داشت که از میان آنان می‌توان به سازمان سلطنت طلب، ضدیهودی و بیگانه ستیز اکسیون فرانسز اشاره کرد. از میان دیگر جناح‌های بسیار پرنفوذ راست می‌توان به چلیپای آتش اشاره کرد که به تدریج مواضع خود را در سال‌های نخست جنگ تعدیل کرد و به گونهٔ فزاینده‌ای در میان کهنه سربازان پا به سن گذاشتهٔ جنگ جهانی اول محبوبیت به دست آورد.

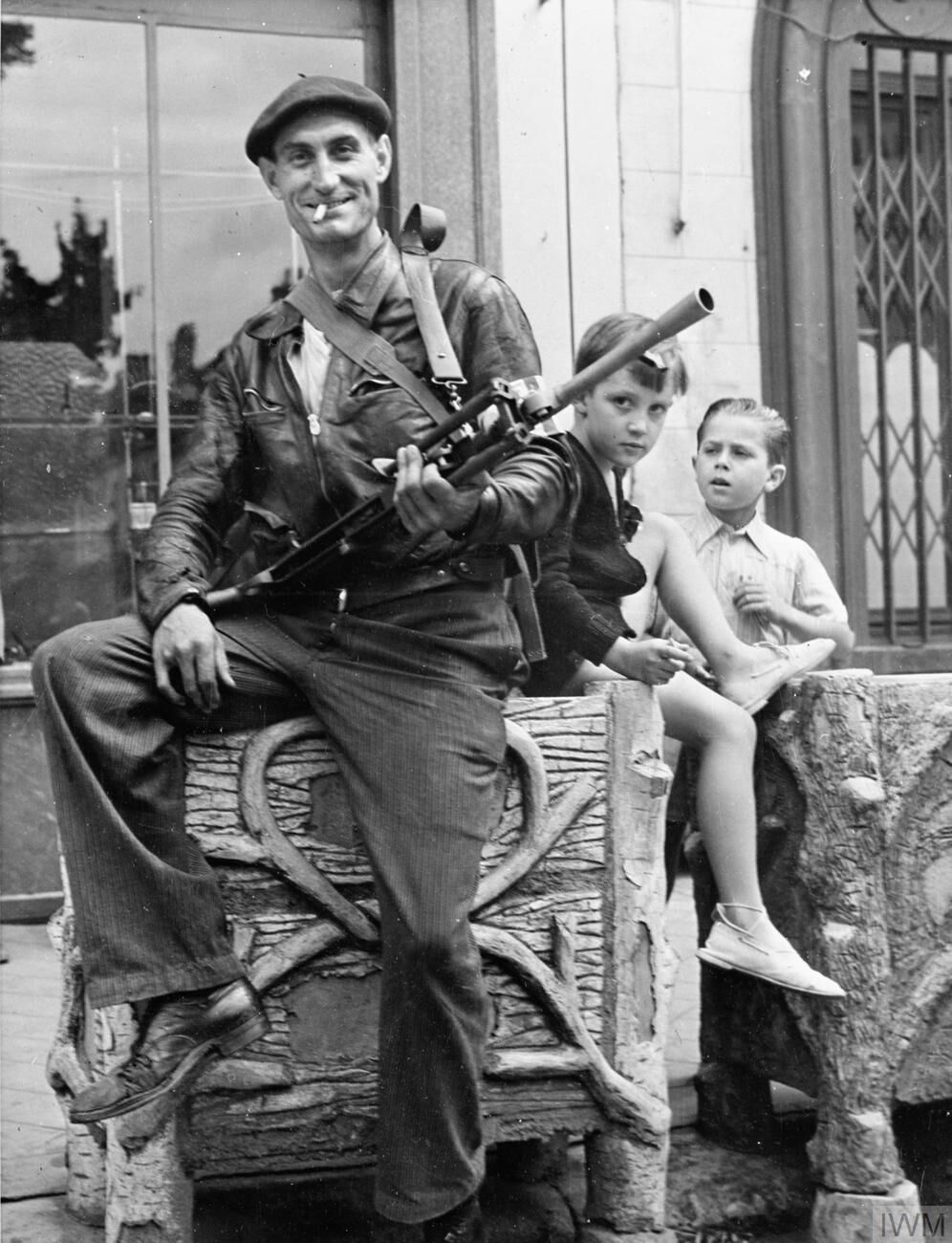
یک داوطلب نیروهای داخلی مقاومت فرانسه در شاتودن در سال ۱۹۴۴

با وجود برخی اختلاف‌های راستگرایان در برخی موضعگیری‌ها و موضوع‌ها آن‌ها در مخالفت با پارلمانتاریسم همگی با هم هم صدا بودند و همین اشتراک نظر سبب شد که آن‌ها متفقاً با هم در تظاهرات‌ها شرکت کنند که نمونهٔ قابل توجه این تظاهرات‌ها شوروش ۶ فوریهٔ ۱۹۳۴ بود. در همین زمان بود که سازمان فاشیستی پارلمانتاریست لا کاگول فعالیت‌های مختلفی را با هدف بی‌ثبات کردن جمهوری سوم انجام داد. این کوشش‌ها ادامه پیدا کرد تا این که لا کاگول مورد نفوذ قرار گرفته و در سال ۱۹۳۷ از هم پاشیده شد.

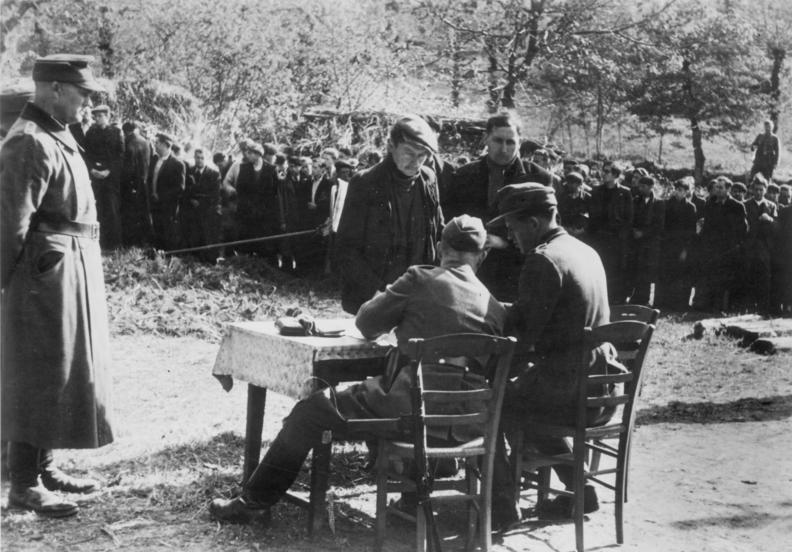
نظامیان آلمانی و افراد مقاومت، در برتان، ژوئیه ۱۹۴۴

مانند بنیان‌گذار اکسیون فرانسز، شارل موراس، که برای او فروپاشی جمهوری طبق گفتهٔ مشهورش «یک معجزهٔ الهی» بود هزاران نفر دیگر نه تنها به رژیم ویشی خوش آمد گفتند، بلکه با آن تا سطوح مختلفی همداستان شدند، ولی گرایش نیرومند ناسیونالیسم فرانسوی دیگران را به سوی مقاومت علیه اشغال نیروی آلمانی سوق داد.

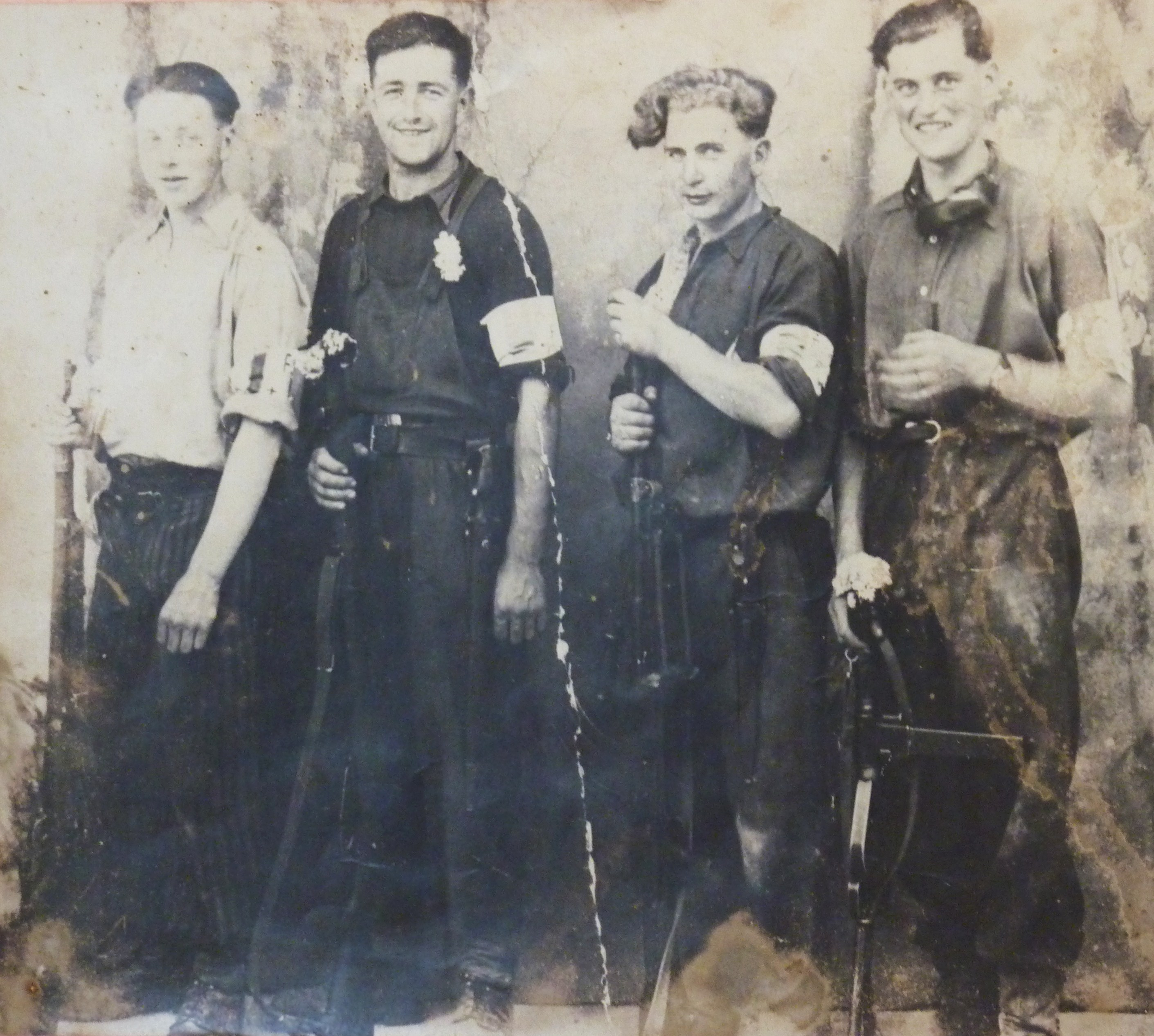
افراد مقاومت از اوئلگوئا.

در سال ۱۹۴۲ پس از یک دورهٔ نامعین سازش، رهبر پیشین چلیپای آتش، فرانسوا دو لا روک شبکهٔ کلان را بر پا کرد. این شبکه برای اینتلیجنس سرویس بریتانیا اطلاعات فراهم می‌کرد. ژرژ لوستنو-لاکو و ماری مادلن فورکاد که هر دو لا کاگول را پشتیبانی می‌کردند شبکهٔ متفقین را بر پا کردند و سرهنگ گروسار از سازمان جاسوسی ویشی شبکهٔ ژیلبر را بر پا نمود. برخی از اعضای اکسیون فرانسز با انگیزه‌های مشابه ناسیونالیستی به مقاومت پیوستند. از نمونه‌های برجستهٔ آن می‌توان دانیال کوردیه را نام برد که منشی ژان مولن گردید و همچنین سرهنگ رمی که کنفرری نوتر-دام را پایه‌گذاری کرد. از عضوهای برجستهٔ این گروه‌ها می‌توان همچنین پیر دو بنوویل را نام برد که با آنری فرونی گروه نبرد را رهبری می‌کرد و ژاک رنوون که گروه «آزادی» را پدیدآورد.
گاهی تماس با دیگر عضوها در مقاومت برخی از کنشگران را به سوی گرایش دیگر سیاسی سوق می‌داد. بسیاری به تدریج از پیش داوری‌های ضدیهودی خود و تنفر از دموکراسویل (دموکراسی کثیف) که آن را برابر با حکومت اوباش می‌دانستند می‌گسستند یا به عبارت ساده‌تر از ریشه‌های محافظه کاری سنتی خود جدا می‌شدند. بنوویل و ماری-مادلن فورکارد پس از جنگ در نمایندهٔ پارلمان فرانسه شدند. فرانسوا میتران به چپ گرایش پیدا کردو به مقاومت پیوست و آنری فرونی به سوی سوسیالیسم اروپایی چرخش کرد. دانیل کوردیه که خانواده اش مورا را برای سه نسل پشتیبانی می‌کردند نگرش‌هایش را به کناری گذاشت و ایدئولوژی جمهوری‌خواهانه ژان مولن را برگزید.
ژان-پیر آزمای تاریخدان اصطلاح ویشیستو-رزیستان را برای کسانی ساخت که در آغاز رژیم ویشی را پشتیبانی می‌کردند (بیشتر بر پایهٔ تصوری میهن پرستانه از پتن) ولی بعداً به مقاومت پیوستند. موریس ریپوش، پایه‌گذار سو دو لا لیبراسیون، در آغاز از ویشی دفاع می‌کرد، ولی خیلی زود آزادی فرانسه را بالاترین هدف قرار داد و در سال ۱۹۴۱ درهای جنبش خود را به روی چپ‌ها باز نمود. در مقابل بسیاری از عضوهای راست افراطی مقاومت مانند گابریل ژانته و ژاک لو روآی لادوری هرگز از مدارا با ویشی چشم نپوشیدند.

#### آفیش سرخ
آفیش سرخ پوستر تبلیغاتی مشهوری بود که به وسیلهٔ فرانسهٔ ویشی و مقامات آلمانی در بهار ۱۹۴۴ در فرانسهٔ اشغالی پخش شد. هدف از این پوستر بی‌اعتبار کردن یک گروه ۲۳ نفری از فران-تیرورها که به نام گروه مانوشیان شناخته شده می‌شد بود. پس از این که عضوهای آن دستگیر شدند شکنجه شده و به محاکمهٔ عمومی درآمدند. در ۲۱ فوریهٔ ۱۹۴۴ در باروی مون-والرین تیرباران شدند. این پوستر بر ترکیب عضویتی گروه که بسیاری از آن‌ها یهودی و کمونیست بودند تأکید می‌کند و مقاومت را در انگیزش‌ها و وفاداری‌های بنیادین به قدر کافی فرانسوی نمی‌داند.

### یهودیان

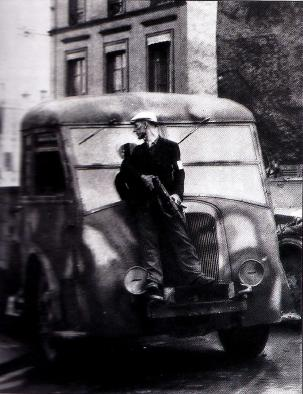
یکی از اعضای مقاومت.

رژیم ویشی هم در شمال فرانسه که در اشغال آلمانی‌ها بود و هم در جنوب آن که منطقهٔ آزاد بود و مرکز اداری رژیم در آن قرار داشت دارای اختیارات قانونی بود. ویشی داوطلبانه و با اختیار کامل با آلمان نازی همکاری می‌کرد و سیاست تحت پیگرد قرار دادن یهودیان را که در اکتبر ۱۹۴۰ با قوانین ضدیهودی رسمی شده بود به اجرا درآورد. مجموعهٔ قوانینی که دربارهٔ یهودیان وجود داشت یهودیان فرانسه را یک طبقه تنگدست غیر فرانسوی می‌دانست و حق شهروندی را از از آن گرفته بود. بنا به گفتهٔ رئیس ستاد فیلیپ پتن آلمان سرچشمهٔ قوانین ضدیهودی ویشی نبود. این قوانین خودجوش و مستقل بودند. این قوانین به مصادرهٔ اموال، دستگیری و انتقال به اردوگاه‌ها منجر می‌شد. در نتیجه ویشی و آلمانی‌ها حضور یهودیان در همهٔ سطح‌های مقاومت فرانسه را بزرگنمایی می‌کردند و تصویری غیرواقعی از آنان در مقاومت فرانسه به دست می‌دادند. مطالعات نشان می‌دهد که گرچه یهودیان فقط ۱٪ جمعیت فرانسه بودند، ولی ۱۵٪ تا ۲۰٪ عضوهای مقاومت را تشکیل می‌دادند. در میان این یهودیان، یهودیان مهاجر بسیاری از جمله هنرمندان و نویسندگان مجار بودند.
جنبش یهودیان جوان به نام دختران و پسران پیشاهنگ اسرائیلی فرانسه در نخستین سال‌های اشغال از ارزش‌های سنتی رژیم ویشی پشتیبانی می‌کرد تا این که در سال ۱۹۴۳ ممنوع شده و عضوهای قدیمی تر آن یکان‌های مقاومت مسلحانه را تشکیل دادند. یک سازمان مقاومت نظامی یهودی صهیونیست به نام ارتش یهودی در سال ۱۹۴۲ به وسیلهٔ آبراهام پولانسکی، لوسین لوبلن، داوید کنوت و همسرانشان پدید آمد. آن‌ها زیر پرچم صهیونیسم به مقاومت مسلحانه ادامه دادند تا این که سرانجام فرانسه به آزادی رسید. ارتش یهودی مسیرهای فراری از میان کوه‌های پیرنه به اسپانیا سازماندهی می‌کرد و تقریباً ۳۰۰ یهودی را در خلال سال ۴۴–۱۹۴۳ از کشور خارج نمودند. آن‌ها میلیون‌ها دلار از کمیته توزیع مشترک آمریکا دریافت می‌کردند تا بتواند سازمان‌ها و یکان‌های در حال نبرد در فرانسه را سر پا نگه دارند. در سال ۱۹۴۴ سازمان دختران و پسران پیشاهنگ اسرائیلی فرانسه و ارتش یهودی به هم پیوستند تا سازمان نبرد یهودی را شکل دهند. تا تابستان ۱۹۴۴ سازمان نبرد یهودی دارای ۴۰۰ عضو بود و در آزادسازی پاریس، لیون، تولوز، گرونوبل و نیس شرکت داشت.
در جنوب منطقهٔ اشغالی سازمان کوشش برای ایمن‌سازی کودکان که یک سازمان انسان دوست یهودی بود زندگی هفت هزار تا نه هزار کودک یهودی را با جعل مدرک، قاچاق به کشورهای بیطرف و سرپناه دادن آن‌ها در یتیم خانه‌ها، مدرسه‌ها و صومعه‌ها نجات داد.

### ارمنی‌ها

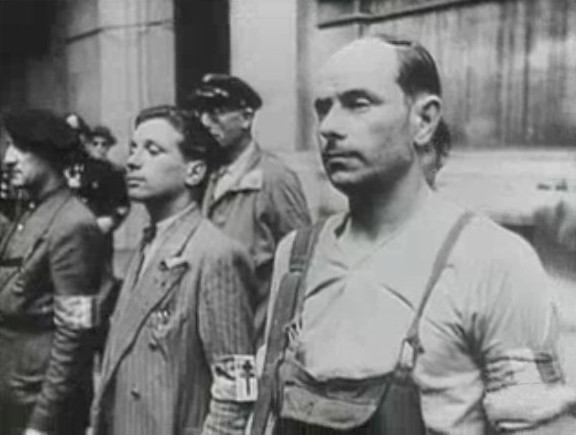
عضوهای مقاومت در پاریس، سال ۱۹۴۴.

جامعهٔ ارمنی‌های فرانسه نقش مهمی در مقاومت داشت. شاعر ارمنی و کمونیست میساک مانوشیان یکی از رهبران مقاومت فرانسه و فرماندهٔ گروه مانوشیان بود. خانوادهٔ شارل آزناوور از میساک و همسرش ملینه هنگامی که پنهان شده بودند مراقبت کرده بودند. از دیگر عضوهای ارمنی سرشناس در مقاومت می‌توان به آرپن تاویتیان یکی از عضوهای گروه مانوشیان که اعدام شد، ناپلئون بولوکیان صنعتگر (۱۹۸۴–۱۹۰۵)، شاعر کغام آتماجیان (۱۹۴۰–۱۹۱۰) و روبن ملیک اشاره کرد. سازمان میهن پرستان زیرزمینی ضدفاشیست نیز به وسیلهٔ افسران ارمنی فرماندهی می‌شد. نویسندهٔ ارمنی-فرانسوی لوئیزا اصلانیان (۱۹۴۵–۱۹۰۶) از دیگر کنشگران مقاومت فرانسه در سال ۱۹۴۴ با شوهرش آرپیار آصلانیاندستگیر شد و به وسیلهٔ نازی‌ها به اردوگاه برده شده و کشته شد. بسیاری از دستنوشته‌ها و دفترچه خاطرات او به وسیلهٔ نازی ضبط گردید. الکساندر کازاریان و باردوخ پتروسیان از اعضای مقاومت بالاترین نشان‌های نظامی فرانسه را از ژنرال شارل دو گل دریافت کردند. آنری کاریان (۲۰۱۱–۱۹۲۱) یکی از عضوهای گروه مانوشیان در پخش غیرقانونی روزنامهٔ اومانیته در پاریس مشارکت داشت و در نبردهای مسلحانه تا آزادی فرانسه شرکت داشت. در سال ۲۰۱۲ آرسن شاکاریان ۹۵ ساله آخرین بازماندهٔ گروه مقاومت مانوشیان که علیه نیروهای اشغالگر آلمان نازی در خلال جنگ جهانی دوم می‌جنگید، به‌عنوان یک افسر مدال لژیون دونور را از دست رئیس‌جمهور فرانسه دریافت کرد.

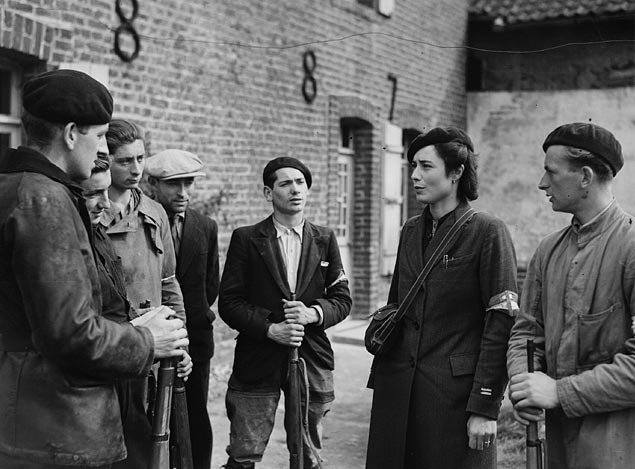
گروهی از افراد مقاومت در حال پیوستن به نیروهای ارتش کانادا در بولون، سپتامبر ۱۹۴۴.

### زنان

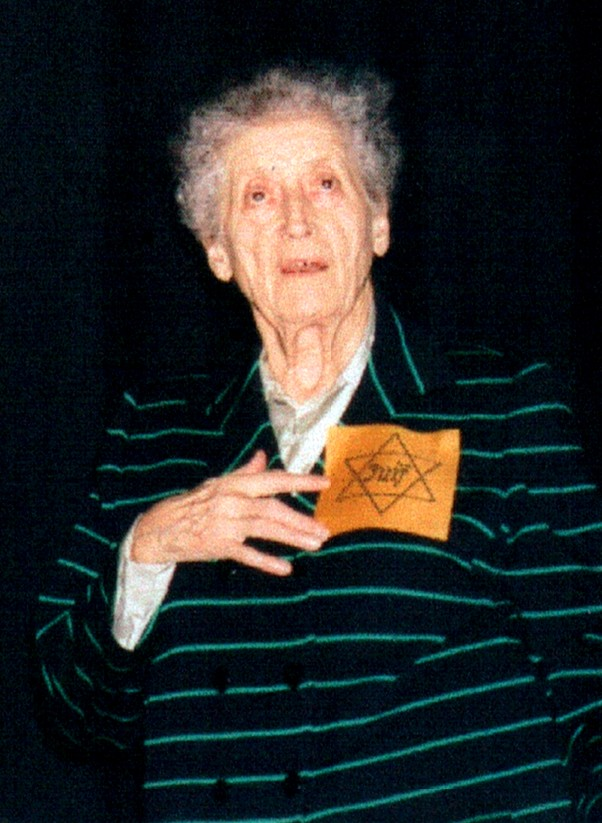
لوسی اوبراک در سال ۲۰۰۱

گرچه نابرابری جنسیتی در جمهوری سوم فرانسه همچنان ادامه داشت، تغییرات فرهنگی پس از جنگ جهانی اول این تفاوت‌ها را در فرانسه به تدریج کمتر و کمتر نمود و از اوائل دههٔ ۱۹۳۰ برخی زنان مسئولیت‌های سیاسی را به عهده گرفتند. شکست فرانسه در سال ۱۹۴۰ و انتصاب فیلیپ پتن، رهبر محافظه کار رژیم ویشی فمینیسم را تضعیف کرده و فرانسه آغاز به بازسازی جامعه‌ای کرد که زن در آن در حاشیه و فقط در خانه بود. پتن خطاب به مادران فرانسه وظائف میهن پرستانه‌شان را چنین یادآور شد:
مادران سرزمین پدری ما، فرانسه، دشوارترین و دلپذیرترین وظیفهٔ را شما بر عهده دارید. شما حتی بیش از دولت مسئولیت پرورش را بر عهده دارید. شما به تنهایی می‌دانید که چگونه الهام بخش جوانان در گرایش به کار، دیسیپلین، فروتنی، احترام که به یک مردم شخصیت می‌دهد و ملت ما را قوی می‌سازد باشید.
با وجود مخالفت با رژیم سازشکار ویشی، مقاومت فرانسه معمولاً دارای گرایش ضدفمینیستی بود و مشارکت زنان در جنگ و سیاست تشویق نمی‌کرد. در نتیجه تعداد زنان در مقاومت بسیار کمتر از مردان بود و فقط به‌طور میانگین ۱۱٪ عضوها در شبکه‌ها و جنبش‌های رسمی را شامل می‌شد. زنان مقاومت معمولاً مجبور به به عهده گرفتن نقش‌های فرعی تر بودند. اما همه زنان درگیر در مقاومت خود را به نقش‌های فرعی محدود نکردند. روشنفکرانی مانند ژرمن تیلیون و سوزان هیلترمن-سولومیاک که به شدت از ماهیت نازیسم و همکاری آگاه بودند، از معدود مقاومت‌کنندگان اولیه بودند. سوزان هیلترمن-سولومیاک نقش مهمی در جنبش هلندی-پاریس ایفا کرد و در نجات خلبانان متفقین تخصص داشت. لوسی اوبراک، نمونهٔ یک عضو مقاومت و یکی از بنیان‌گذاران لیبراسیون-سود هرگز برای نقش خاصی در سلسله مراتب جنبش منصوب نشد. الن ویانی یکی از بنیان‌گذاران دفاع فرانسه که با همسرش دارای دیدگاه‌های سیاسی مشترکی بود، هرگز اجازه نیافت تا عقایدش را در شبنامه‌ها بیان کند و شوهرش دو سال طول کشید تا به نتایج سیاسیی برسد که او سال‌ها پیش به آن نتایج رسیده بود.
ماری-مادلن فورکاد تنها رهبر مؤنث در مقاومت، شبکهٔ همبستگی را رهبری می‌کرد. یکی از رهبران سازمان نظامی و غیرنظامی ماری هلن لوفوشو بود که در برپایی اور دو سنت-فوای شرکت کرد تا به زندانیان در زندان‌های فرانسه و اردوگاه‌های آلمانی یاری رساند، ولی هیچ زنی برای رهبری هشت جنبش اصلی مقاومت برگزیده نشد. پس از آزادی فرانسه دولت موقت هیچ زنی را به وزارت و کمیسری جمهوری منصوب نکرد. با این حال، ژنرال دو گل به عنوان رئیس دولت موقت جمهوری فرانسه، برای به رسمیت شناختن و پاداش نقش زیان در مقاومت، در ۱۹۴۵به زنان حق رأی داد.

## شبکه‌ها و جنبش‌ها
سازمان‌های مختلف مقاومت فرانسه را به دو دستهٔ شبکه و جنبش بخش‌بندی می‌کنند. شبکهٔ مقاومت به سازمانی گفته می‌شد که برای هدف‌های خاص نظامی از قبیل جمع‌آوری اطلاعات سری، خرابکاری یا کمک به سرنشینان هواپیماهای متفقین که پشت خطوط دشمن سرنگون شده بودند ایجاد شده بود.
جنبش مقاومت به سازمانی گفته می‌شد که تمرکز آن بر روی آموزش و سازماندهی و افزایش آگاهی گستردهٔ مردم بود.

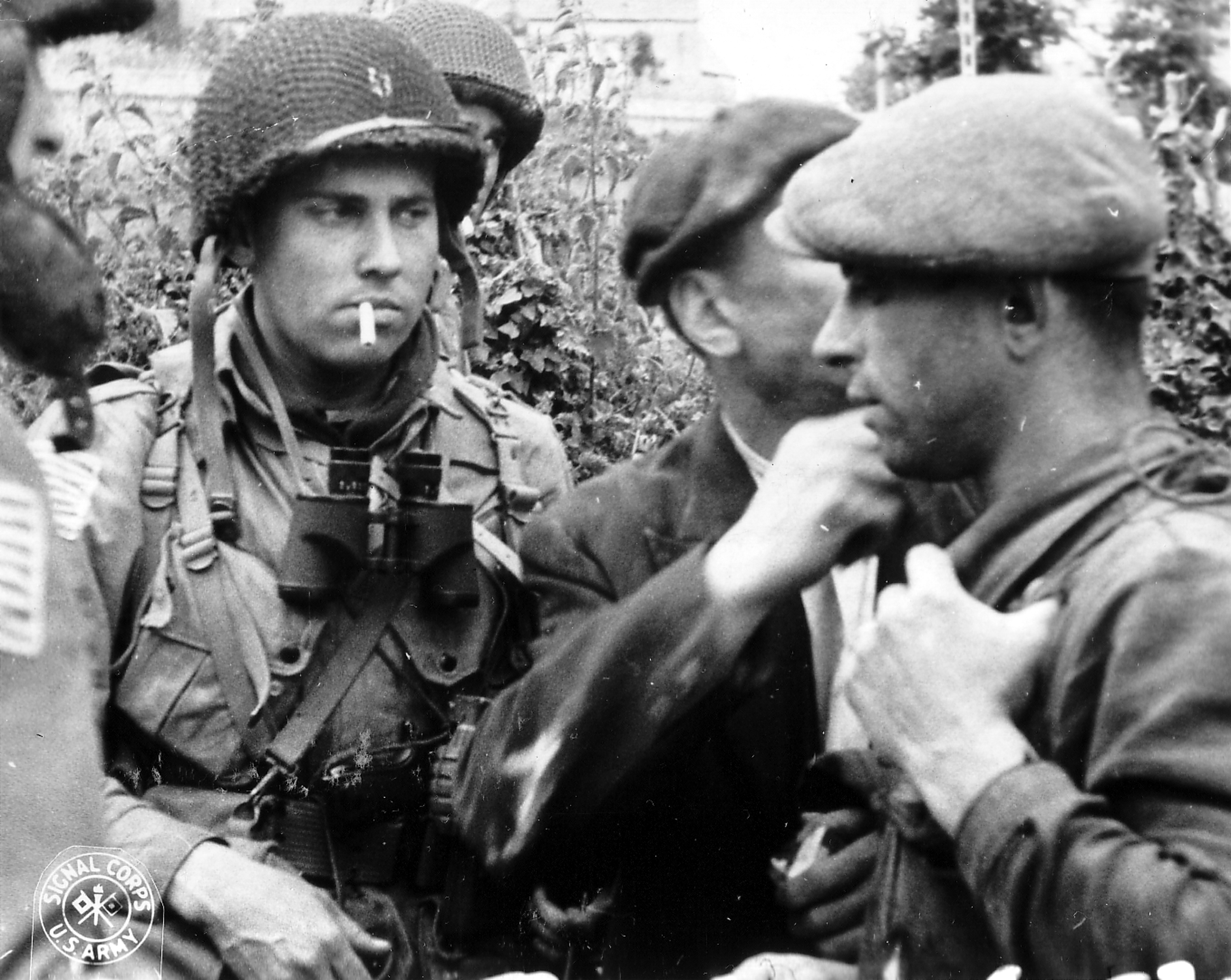
یکی از افراد فران-تیرور ئه پارتیزان در کنار یکی از چتربازان متفقین در خلال نبرد نرماندی در سال ۱۹۴۴.

### شبکهٔ ادارهٔ مرکزی اطلاعات و اقدام
در ژوئیه ۱۹۴۰ پس از شکست ارتش فرانسه و آتش‌بس با آلمان نخست‌وزیر بریتانیا وینستون چرچیل از دولت در تبعید فرانسهٔ آزاد به رهبری ژنرال شارل دو گل خواست تا یک آژانس اطلاعات و امنیت در فرانسهٔ اشغالی برای مقابله با تهدید عملیات آلمان با نام رمز عملیات شیر دریایی که عملیاتی برای تهاجم به بریتانیا با گذر از دریای مانش بود ایجاد کند. سرهنگ آندره دواورن معروف به سرهنگ پاسی که قبلاً برای حفاظت اطلاعات ارتش فرانسه، اداره دوم، کار می‌کرد مسئولیت بر پا کردن چنین شبکه‌ای را بر عهده گرفت. هدف اصلی آن اطلاع‌رسانی به لندن دربارهٔ عملیات نظامی آلمان در ساحل اقیانوس اطلس و در دریای مانش بود. این شبکهٔ جاسوسی اداره مرکزی اطلاعات و اقدام نام گرفت و فعالیت‌های آن به وسیلهٔ داوطلبانی بود که با چتر در فرانسه فرود می‌آمدند تا سلول‌های محلی مقاومت را تغذیه کنند.
تا پایان جنگ تقریباً ۲۰۰۰ داوطلب در این شبکه فعال بودند و یکی از کارآمدترین و مشهورترین مأموران این شبکه ژیلبر رنو بود که مدال آزادی و بعداً مدال لوژیون دونور را برای فعالیت‌هایش در شبکه دریافت کرد. او بیشتر با نام مستعار سرهنگ رمی شناخته می‌شد. او در اوت ۱۹۴۰ پس از مدت کوتاهی از شکست فرانسه به فرانسه بازگشت و در نوامبر همان سال یکی از فعال‌ترین و مهم‌ترین شبکه‌های مقاومت ادارهٔ مرکزی اطلاعات و اقدام با نام کنفرری دو نوتر-دام را پایهٔ‌گذاری کرد. این شبکه عکس، نقشه و اطلاعات مهم درابرهٔ نیروهای دفاعی آلمان به‌طور کلی و اختصاصاً دربارهٔ دیوار آتلانتیک برای متفقین فراهم می‌کرد. از سال ۱۹۴۱ به بعد شبکه‌هایی از این قبیل شرایط را برای ادارهٔ مرکزی اطلاعات و اقدام فراهم می‌کردند تا چتربازهای مسلح، اسلحه و تجهیزات رادیویی برای انجام مأموریت‌ها به فرانسه بفرستد.
از دیگر فعالان مهم ادارهٔ مرکزی اطلاعات و اقدام یک افسر نیروی دریایی به نام آنری اونوره دستین دورو بود که شبکهٔ ۲۶نفره را در فرانسه پدیدآورد. او مورد خیانت قرار گرفت و در مهٔ ۱۹۴۱ دستگیر و در ۲۹ اوت ۱۹۴۱ تیرباران شد.
کریستین پینو از بنیان‌گذاران جنبش لیبراسیون-نور قبلاً از اعضای ادارهٔ مرکزی اطلاعات و اقدام بود. در خلال سفرش به لندن در آوریل ۱۹۴۲ دفتر مرکزی اطلاعات و اقدام به او مأموریت ایجاد دو سیستم اطلاعات و امنیت جدید به نام فالانکس و کوئورزآستوری را داد. بعداً ثابت شد که هر دو شبکه نقش بسیار مهمی در جنگ داشتند.
نهضت مقاومت ملی فرانسه یکی دیگر از سازمان‌های مقاومت فرانسه بود که در ژانویه ۱۹۴۳ از گروه‌بندی دوبارهٔ سه جنبش اصلی مقاومت یعنی «نبرد»، «فران-تیرور» و «لیبراسیون-سود» پدید آمد. بعداً در همان سال دفتر مرکزی اطلاعات و اقدام و نهضت مقاومت ملی فرانسه شبکهٔ اطلاعات و امنیت خود را با هم ادغام کردند.
از دیگر سازمان‌های وابسته به دفتر مرکزی اطلاعات و اقدام شبکهٔ گالیا بود که وظیفهٔ آن جمع‌آوری اطلاعات سری نظامی و فعالیت‌های پلیس بود. اهمیت آن در نیمهٔ دوم سال ۱۹۴۳ و بهار ۱۹۴۴ افزایش یافت و سرانجام با ۲۵۰۰ منبع، رابط، پیک و تحلیلگر بزرگ‌ترین شبکهٔ دفتر مرکزی اطلاعات و اقدام در منطقهٔ ویشی گردید. کار گالیا پس از پیاده شدن ۱۹۴۴ متفقین در نرماندی و پروانس به پایان نرسید و این شبکه برای متفقین اطلاعات فراهم می‌کرد که با آن اطلاعات متفقین می‌توانستند هدف‌های نظامی ارتش در حال عقب‌نشینی آلمان را بمباران کنند.

### خارجیان در مقاومت

#### ماکی‌های اسپانیایی

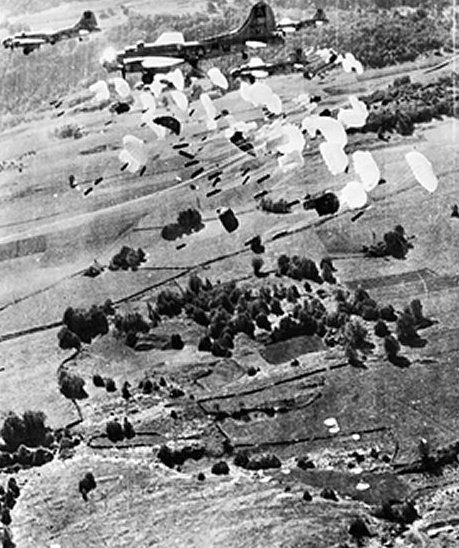
یک فروند بوئینگ بی-۱۷ فلایینگ فورترس متعلق به نیروی هوایی ایالات متحده آمریکا در حال فروریختن تجهیزات برای ماکی‌های ورکور در سال ۱۹۴۴.

پس از شکست در جنگ داخلی اسپانیا در اوائل ۱۹۳۹ تقریباً نیم میلیون جمهوری‌خواه اسپانیایی از ترس زندانی شدن یا اعدام به فرانسه فرار کردند. این پناهندگان در شمال رشته کوه پیرنه در اردوگاه‌هایی مانند اردوگاه گور و اردوگاه ورنه نگهداری می‌شدند. گرچه بیش از نیمی از این افراد هنگامی که پتن در سال ۱۹۴۰ برپایی رژیم ویشی را اعلام کرد به اسپانیا یا جاهای دیگر بازگردانده شدند، ولی ۱۲۰٬۰۰۰ تا ۱۵۰٬۰۰۰ تن از آنان باقی ماندند و زندانی سیاسی شدند و به خدمت کار اجباری و گروه کارگران خارجی برده شده و از آنان به‌عنوان کارگر برده بهره‌برداری می‌شد. گروه کارگران خارجی به زندانیان اجازه می‌داد که در صورت موافقت با کار در کارخانه‌های آلمانی اردوگاه را ترک کنند. حدود ۶۰٬۰۰۰ جمهوری‌خواه داوطلب کار توانستند فرار کنند و به مقاومت فرانسه بپیوندند. ولی در عوض هزاران مظنون جمهوری‌خواه ضدفاشیست به اردوگاه‌های آلمانی بازگردانده شدند. بیشتر آن‌ها به ماوتهاوزن فرستاده شدند. از ده هزار تن اسپانیایی که در این اردوگاه به ثبت رسیدند فقط ۲۰۰۰ تن توانستند تا پایان جنگ زنده بمانند. بسیاری از فراریان اسپانیایی به گروه‌های مقاومت پیوستند و برخی دیگر گروه‌های مستقل خودشان را شکل دادند که این گروه‌ها به ماکی‌های اسپانیای معروف گردیدند. در آوریل ۱۹۴۲ کمونیست‌های اسپانیایی سازمانی را تشکیل دادند به نام گروه ۱۴ که یک جنبش چریکی مسلح بود و تعداد تقریبی مبارزان آن تا ژوئن ۱۹۴۴ به ۳۴۰۰ تن می‌رسید. این گروه در آغاز همکاری نزدیکی با فران-تیرور ئه پارتیزان داشت و بعداً در ۱۹۴۴ در قالب تشکیلاتی دیگری به نام گروه چریکی اسپانیایی فعالیت خود را ادامه داد. هدف از تغییر نام این گروه نشان دادن ترکیب هویتی گروه بود: هدف نهایی این سربازان اسپانیایی سرنگونی ژنرال فرانسیسکو فرانکو بود. پس از این که ارتش آلمان از فرانسه بیرون رانده شد ماکی‌های اسپانیایی دوباره فعالیت‌های خود را بر روی اسپانیا متمرکز کردند.

#### آلمانی‌های ضدفاشیست
از بهار ۱۹۴۳ ضدفاشیست‌های آلمانی و اتریشی که در خلال جنگ داخلی اسپانیا در تیپ‌های بین‌المللی می‌جنگیدند در لوزر و سون همراه با مقاومت فرانسه در فران-تیرور ئه پارتیزان فعالیت می‌کردند. رهبری این گروه به عهدهٔ کمونیست نظامی آلمانی اتو کونه بود. اتو کونه عضو پیشین رایشس‌تاگ در جمهوری وایمار بود و تا ژوئیهٔ ۱۹۴۴ دو هزار آلمانی را فرماندهی می‌کرد. او مستقیماً با نازی‌ها می‌جنگید و از جمله نبردهای مستقیم او با نازی‌ها نبرد آوریل ۱۹۴۴ در سنت-اتین-واله-فرانسز بود که در آن سربازان او یک یکان فلدژاندارمری را نابود کردند و همچنین تله‌ای که در تاریخ ۵ ژوئن ۱۹۴۴ برای نیروهای اس‌اس گذاشتند.

#### لوگزامبورگی‌ها

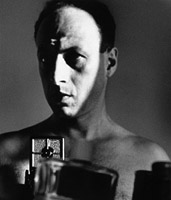
خودنگاره‌ای از لوسین اروه در سال ۱۹۳۸

چهارصد مرد از لوگزامبورگ که بسیاری از آنان از خدمت کردن در ارتش آلمان نازی امتناع کرده بودند یا که از این ارتش ترک خدمت کرده بودند کشور کوچک خود را ترک کردند تا در ماکی فرانسه بجنگند. این افراد در منطقهٔ لیون، گرونوبل و آردن فعال بودند. بسیاری از آن‌ها در جنگ کشته شدند. برخی از آنان مانند آنتوان دیدریش در مقاومت به مرتبهٔ بالایی رسیدند. دیدریش که به کاپیتان باتیست معروف بود ۷۷ سرباز ماکی را فرماندهی می‌کرد. او برای عملیات حمله به زندان ریوم معروف است. در این حمله او و رزمندگانش همهٔ ۱۱۴ زندانی محکوم به اعدام را آزاد کردند.

#### مجارها
بسیاری از مجارهای مهاجر که برخی از آن‌ها یهودی بودند هنرمندان و نویسندگانی بودند که در زمان اشغال در پاریس کار می‌کردند. بسیاری از آن‌ها به مقاومت پیوستند و بیشتر در مناطق لیون، گرنوبل، مارسی و تولوز فعال بودند. از میان مبارزان یهودی مجار می‌توان به ایمر اپشتاین در گروه مجاری در تولوز، گیورگی وادنای (که بعدها ربی لوزان شد) در لیون، امیل زیتیای نویسنده در لیموژ، ساندور پوشای نقاش، ایستوان هایدوی مجسمه‌ساز (اتین هایدو)، لازلو کوروس روزنامه‌نگار و ایمره گیومرای، آندور اشتاینر عکاس (۱۹۰۲–۱۹۴۴)، لوسین اروه و اروین مارتون اشاره کرد. توماس الک (۱۹۲۴–۱۹۴۴)، ایمره گلاز (۱۹۰۲–۱۹۴۴) و یوژف بکزور (۱۹۰۵–۱۹۴۴) در میان ۲۳ عضو مقاومتی بودند که به خاطر فعالیت در گروه افسانه‌ای مانوشیان اعدام شدند. آلمانی‌ها تقریباً ۱۱۰۰ عضو مقاومت یهودی از ملیت‌های مختلف را در خلال اشغال اعدام کردند و بسیاری دیگر نیز هنگام انجام عملیات کشته شدند.

#### ضدفاشیست‌های ایتالیایی
در سوم مارس ۱۹۴۳ نمایندگان حزب کمونیست ایتالیا و حزب سوسیالیست ایتالیا که به فرانسه پناهنده شده بودند پیمان لیون را مبنی بر آغاز مشارکتشان در مقاومت امضا نمودند. ایتالیایی‌ها در منطقهٔ صنعتی موزل که هیتلر آن را به آلمان ضمیمه کرده بود بی‌شمار بودند و نقش تعیین‌کننده‌ای در ایجاد سازمان مقاومت اصلی این شهرستان به نام گروه ماریو داشتند. ویتوریو کولیو یک نمونه از ایتالیایی‌ها در مقاومت فرانسه بود.

#### لهستانی‌ها
بیشتر سربازان لهستانی و تعدادی غیرنظامی لهستانی که پس از پیروزی آلمان در سال ۱۹۴۰ در فرانسه مانده بودند و همچنین یک خلبان لهستانی سرنگون شده در فرانسه (بسیاری از خلبانان لهستانی برای نیروی هوایی پادشاهی بریتانیا پرواز می‌کردند) به مقاومت فرانسه پیوستند که از میان آنان تونی هالیک و الکساندر کاوالکوسکی سرشناس هستند.

#### آمریکایی‌های کیجن
سربازان کیجن فرانسوی زبان نیروهای مسلح ایالات متحده آمریکا خود را در فرانسه به‌جای شهروندان بومی فرانسه جا می‌زدند تا کانال ارتباطی کمک‌های آمریکا به نیروهای مقاومت باشند.

## واژه‌شناسی
شارل دو گل در سخنرانی خود در ۱۸ ژوئن ۱۹۴۰ از «مقاومت فرانسه» صحبت کرد. در زبان انگلیسی استفاده از عبارت «مقاومت» با اشاره به فعالیت‌های مقاومت فرانسوی‌ها حداقل به سال ۱۹۴۴ برمی گردد. بوریس کوالیوف بیان می‌کند که جنبش مقاومت در فرانسه و نام آن از مهاجران سفید در جنبش سفید سرچشمه گرفته‌است. بوریس ویلده روسی یکی از اولین گروه‌های ضد اشغالگر را تأسیس کرد و در دسامبر ۱۹۴۰ شروع به انتشار مشترک روزنامه زیرزمینی مقاومت Résistan کرد.